# Padák

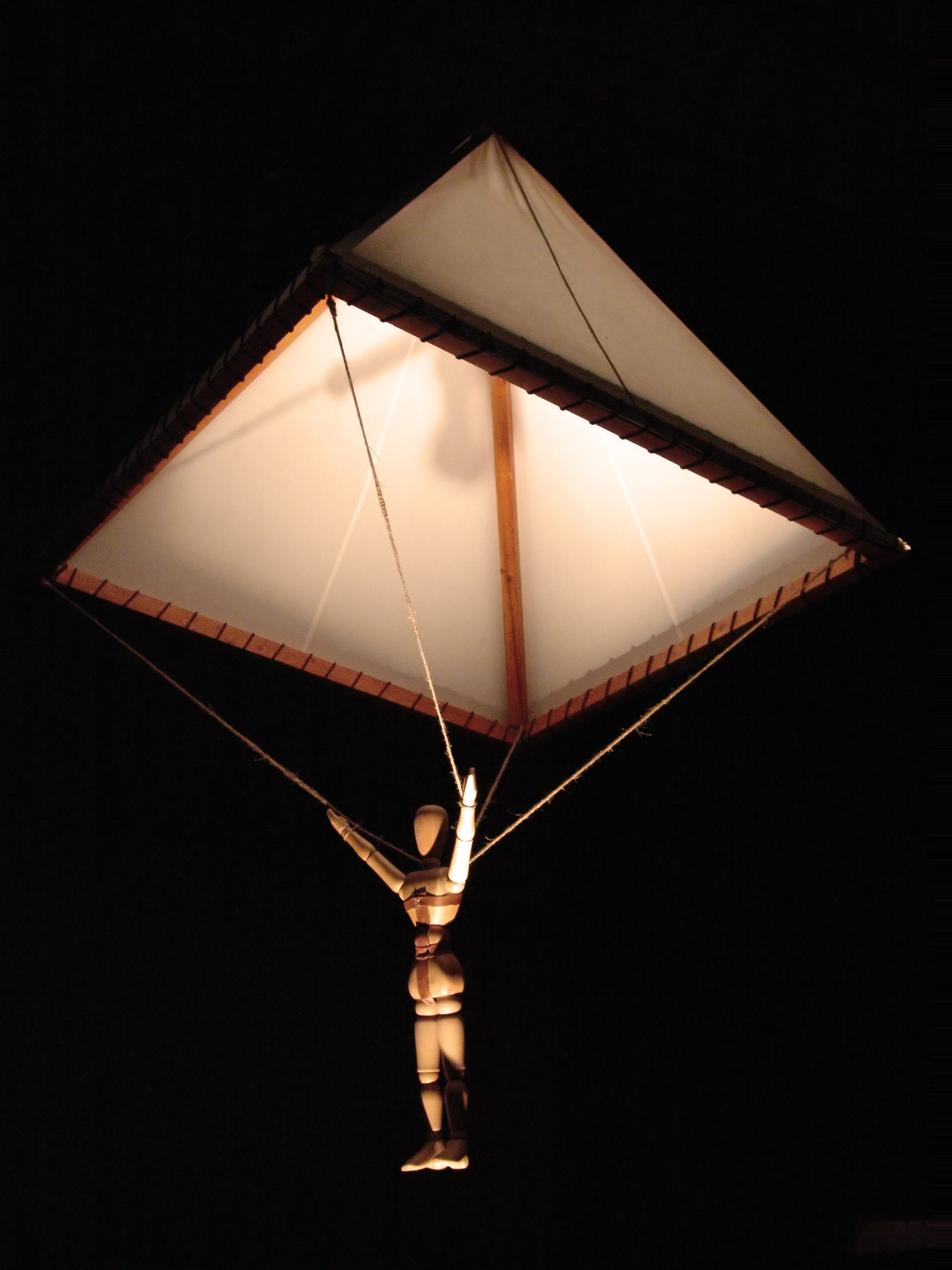
Padák Leonarda da Vinciho – model

Padák je zařízení z jemné, lehké a pevné látky určené ke zpomalení objektu při jeho pohybu v atmosféře prostřednictvím odporu vzduchu. Používá se ke zpomalení pádu či zkrácení brzdné dráhy v letectví, kosmonautice či automobilismu. Nejčastěji je jeho užití spojováno s parašutismem – seskoky na padáku. Slovo parašutismus pochází z francouzského slova para – chránit, zaštiťovat a chute – pád. Při parašutismu se zpravidla používají dva padáky – hlavní a záložní, většinou v tandemovém uspořádání (hlavní i záložní padák je uložen v postroji na zádech nad sebou).

## Historie padáku

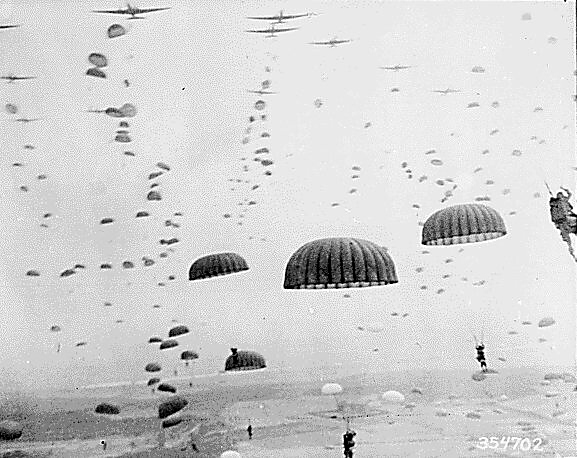
Padákový výsadek v operaci Market Garden

Myšlenka padáku pochází již ze středověku, Leonardo da Vinci vytvořil návrh padáku již v letech 1480–1483. Pozdější návrh pochází od chorvatského vynálezce Fausta Vrančiče.
V roce 1783 seskočil na padáku z věže pařížské observatoře francouzský fyzik Louis Sebastien Lenormand, který měl své následovníky. Byly konány pokusy, kdy byla z balónů shazována na padácích domácí zvířata. Roku 1797 seskočil Francouz Andre-Jacques Garnerin z výšky 700 metrů na padáku, který byl deštníkovitého tvaru. Vývoj padáků pokračoval v 19. století, roku 1890 byl učiněn první pokus seskoku z padákem, který byl sbalený do vaku. Roku 1911 obdržel patent na padák nové konstrukce italský vynálezce Pino, který přišel s myšlenkou otevření malého padáčku, který z parašutistova “ruksaku” vytáhne a otevře nosný padák.
V roce 1913 sestrojil vlastní padák, patentovaný v USA pod číslem 1 108 484, také slovenský zedník Štefan Banič (což bylo na Slovensku zveřejněno až v roce 1942).
Po vypuknutí 1. světové války bylo padáky vybaveno jen minimum pozorovacích balonů. V Rusku byla v roce 1914 vyrobena první série 70 kusů, kterými byly vybaveny osádky těžkých bombardovacích letounů Ilja Muromec. Pro osádky běžných letadel však padáky nebyly prakticky k dispozici, protože se jednalo stále o objemné vaky, které zabíraly moc místa. Válka však urychlila jejich vývoj a v druhé polovině války byly již vyráběny padáky, jejichž objem byl pro piloty a střelce přijatelný i v malých letadlech. Běžnou výbavou osádek letounů se stal však až v samém konci války.
Na konci 20. let 20. století byl padák zdokonalen a vyráběn ve velkých množstvích. Vznikaly výsadkové vojenské jednotky, které byly poprvé použity v zimě 1939–1940 tehdejším Sovětským Svazem proti Finsku v průběhu zimní války. Při druhé světové válce sehrály strategickou úlohu např. při vylodění spojenců v Normandii. Civilní parašutismus se rozvíjí od konce druhé světové války.

## Typy padáků
Historicky se používaly padáky kruhové, v poslední době se však přechází na padáky typu křídlo, které mají výrazně lepší manévrovatelnost.

### Kruhové padáky

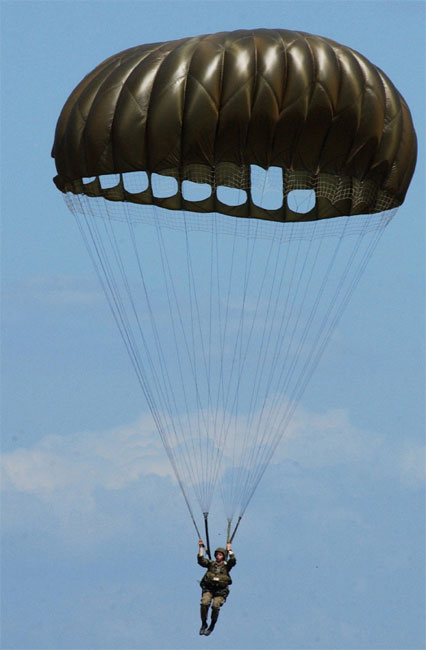
Kruhový padák

Kruhový padák má vůči novým padákům typu křídlo řadu nevýhod. Je málo ovladatelný, rychleji padá k zemi (přistání vyžaduje parakotoul), nebyl umístěn do tandemového uspořádání, takže neumožňoval v případě odhozu automatické otevření záložního padáku. Nejpoužívanějším padákem tohoto typu byl československý OSOBNÍ VÝSADKOVÝ PADÁK OVP-68/76A je původně armádní padák zaváděný do výzbroje průzkumných útvarů od roku 1969, (pro hromadné výsadky z letounů IL-14 nebo An-12 se používal OVP-65 (bílý vrchlík) s horší, jen směrovou řiditelností) nahrazoval zastaralé ruské PD-47 (tzv. pédety). Umožňuje několik způsobů otevírání: „na lano“ – tedy s upoutaným vakem vrchlíku, tzv. „průběžku“, seskok se stabilizovaným pádem a seskok volným pádem (přesněji je průběžka vytažení výtažného padáčku prostřednictvím lana. Stabilizovaný seskok je s lanem, které otevře výtažný padáček, ten otevře stabilizační padák, který rozvine vak se složeným vrchlíkem. Poté se buď ručně, nebo prostřednictvím přístroje dootevře hlavní padák).
Hlavní části padáku OVP-68 jsou: výtažné lano, výtažný padák, stabilizační padák, vak vrchlíku, spojovací lemovka, kuponový kroužek, vrchlík se šňůrami a volnými konci nosného postroje, nosný postroj, obal padáku, pružidla, dvoulankový uvolňovač, tříjehlový uvolňovač, brašna.
Základní technické údaje OVP-68:
- minimální bezpečná výška otevření – 150 metrů nad zemí
- maximální hmotnost parašutisty i s padákem – 120 kg
- hmotnost padáku bez brašny – 14,5 kg
- plocha vrchlíku – 73 m²
- počet polí vrchlíku a počet nosných šňůr – 28
- prvky řízení – 2 řídící šňůry
- rychlost klesání při hmotnosti 100 kg – 5,3 m/s
- dopředná rychlost – 2–2,5 m/s
- doba otočení o 360° – 25 sekund
- vertikální rychlost stabilizovaného pádu – 35 m/s

### Padák typu křídlo

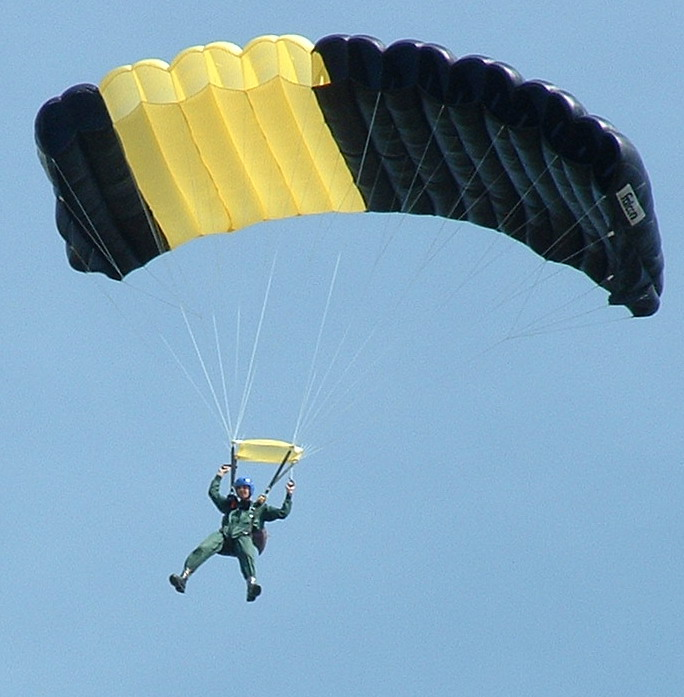
Padák typu křídlo

Jak již samotný název napovídá, padáky typu křídlo se ve vzduchu chovají jako křídlo letounu – tedy nejen brzdí pád dolů odporem vzduchu, ale také vytvářejí při pohybu vpřed podtlak nad svou vrchní stranou. Výsledná vztlaková síla pak způsobuje, že padák klouže vpřed. Padák je tak možno relativně dobře řídit, manévrovat, létat proti větru (na kulatém padáku jste větrem pasivně snášeni), lépe se také přistává (větší přesnost a menší vertikální propadání). Nevýhodou oproti kulatým padákům je o něco komplikovanější příprava. První padáky tohoto typu se objevily ve Spojených státech již v roce 1975 (konkrétně se jednalo o padáky typu Stratostar a Stratocloud) a od té doby úspěšně vytlačují kruhové padáky z parašutistického sportu.
Letové vlastnosti padáku (např. klouzavost, stabilita) závisí na profilu křídla. Tedy na poměru jeho délky, šířky, hloubky a na tvaru jeho průřezu. Dále také hraje roli materiál vrchlíku (nejen jeho kvalita, ale také jeho opotřebení, které zvyšuje propustnost látky a zhoršuje letové vlastnosti), střih, počet a umístění nosných šňůr. Dále pak také počet a tvar komor a kanálů, které nafukují padák do výsledné podoby. Důležitým faktorem je také zatížení padáku – tedy hmotnost parašutisty ve vztahu k ploše padáku.
Padáky se z hlediska výkonu dělí do několika kategorií – nejzákladnější je studentský (školní, výcvikový) padák, který nemá nijak výrazné letové či jiné přednosti, zato je spolehlivý, dobře řiditelný a stabilní – tedy odolný vůči některým nebezpečným letovým režimům (přebrzdění, prudké negativní zatáčky,…).
Při parašutistickém sportu se pak používají padáky sportovní, zpravidla uzpůsobeny požadované sportovní disciplíně.

### Padák versus padákový kluzák
Zařízení vzhledově podobného padáku typu křídlo se využívá také při paraglidingu. Paraglidingový padákový kluzák však připomíná padák typu křídlo jen vzdáleně, má jinou konstrukci (klasický padák je kvůli náporům při zbrzdění volného pádu jinak šitý), jsou použity jiné materiály, padák má navíc slider – brzdicí plátno, jehož účelem je zpomalení otevření padáku a tím snížení dynamického nárazu – a jiné charakteristiky letu (např. klouzavost). Na klasickém padáku se nedá odstartovat z kopce, paraglidingový kluzák zase nelze použít při výskoku z letadla.